# Olly Murs
Oliver Stanley "Olly" Murs (Witham, 14 mei 1984) is een Engelse singer-songwriter en presentator, die in 2011 wereldwijd doorbrak met het nummer Heart Skips a Beat. Hij werd in 2009 tweede bij The X Factor.

## Biografie
Murs werd geboren op 14 mei 1984 als zoon van Vicki-Lynn en Peter Murs, als helft van een tweeling. Samen met zijn tweelingbroer Ben en zijn oudere zus Fay is hij van Letse afkomst. Hij zat op de Howbridge Junior School in Witham en daarna op de Notley High School in Braintree, waar hij spits werd van het schoolvoetbalteam. Hij gaf zijn voetbal echter op na een blessure. In 2007 deed hij op de tv mee met de Engelse Deal or No Deal, waarbij hij 10 pond won. In 2012 keerde hij terug in een beroemdheid-special. Na twee keer niet door te zijn gegaan, deed hij in 2009 weer auditie voor The X Factor.

## Carrière

### 2009-2010: The X Factor
In 2009 deed Murs voor auditie voor het zesde seizoen van The X Factor. Simon Cowell vond het de gemakkelijkste 'Ja' die hij ooit had gegeven. Murs gebruikte veel dansbewegingen tijdens zijn liedjes. In de 7e liveshow stond hij laatste samen met John & Edward. Door Simon Cowell en Cheryl Cole was Murs alsnog door. Op de halve finale dag was het de  bruiloft van de broer van Murs, maar moest deze bruiloft dus laten schieten. In de finale zong hij een nummer samen met Robbie Williams. Uiteindelijk eindigde Murs als tweede. In het begin van 2010 bood Simon Cowell Murs een platencontract aan.

### 2010-2011: Label enOlly Murs
Nadat hij de finale had verloren van Joe McElderry waren er geruchten dat Murs gelijk met zijn debuutalbum zou komen. Hij maakte bekend dat hij samen met Epic Records en Syco Music ging werken aan zijn debuutalbum. Zijn eerste single werd Please don't let me go. Het nummer werd goed ontvangen. Zijn debuutalbum Olly Murs kwam uit in november 2010. Het eindigde op nr. 2 in de Engelse muziekcharts. De tweede single van het album werd Thinking of me. In 2011 kwamen er nog twee nummers van het album op single uit: Heart on My Sleeve en Busy. Eind mei had hij een mini-theatertour van 4 uitverkochte concerten en kwam vervolgens in het voorprogramma van JLS terecht.

### 2011-2013:In Case You Didn't KnowenRight Place Right Time
De eerste single van het nieuwe album Heart Skips a Beat kwam uit in juli 2011. Het nummer werd een nummer 1-hit in het Verenigd Koninkrijk, Zwitserland en Duitsland. De tweede single, Dance with me tonight, kwam uit in november 2011. Ook dit werd in het Verenigd Koninkrijk een nummer 1-hit. Eind november 2011 kwam het album In case you didn't know uit. Het kwam in het Verenigd Koninkrijk op nummer 1.
Het derde Murs-album Right Place Right Time werd uitgebracht op 26 november 2012. Een week ervoor werd de eerste single uitgebracht, Troublemaker, een duet met Flo Rida. Hij toerde in 2013 door Europa. Het Amerikaanse album kwam uit op 4 april 2013, waar liedjes van zijn tweede en derde album op staan. Murs stond ook in het voorprogramma van One Direction en Robbie Williams. De tweede en derde single werden "Army Of Two" en "Dear Darlin". De vierde single werd "Right Place Right Time".

### 2014-:Never Been Better
In februari van 2014 maakte Murs bekend bezig te zijn met het schrijven van liedjes voor zijn vierde studioalbum. Voor dit album werkte hij samen met onder anderen Ryan Tedder, Claude Kelly, Steve Robson, Travie McCoy en Demi Lovato. Op 28 september onthulde Murs dat het album Never Been Better zou gaan heten waarbij hij tegelijkertijd de tracklist ervan onthulde. Het album zal verschijnen op 21 november met als leadsingle Wrapped Up, een samenwerking met Travie McCoy.
Op 30 maart 2015 kreeg Olly Murs zijn eigen wassenbeeld in Madame Tussauds in Blackpool.

## Privé
Murs is getrouwd en heeft een dochter.

## Discografie

### Albums
| Album met hitnotering(en) in de Vlaamse Ultratop 200 albums | Datum van verschijnen | Datum van binnenkomst | Hoogste positie | Aantal weken | Opmerkingen |
| ----------------------------------------------------------- | --------------------- | --------------------- | --------------- | ------------ | ----------- |
| In case you didn't know                                     | 2011                  | 02-06-2011            | 146             | 1            |             |
| Right place right time                                      | 2012                  | 10-08-2012            | 71              | 4            |             |
| Never been better                                           | 21-11-2014            | 29-11-2014            | 157             | 2            |             |
| 24 Hrs                                                      | 11-11-2016            | 19-11-2016            | 116             | 2            |             |

### Singles
| Single met eventuele hitnotering(en) in de Nederlandse Top 40 | Datum van verschijnen | Datum van binnenkomst | Hoogste positie | Aantal weken | Opmerkingen                                    |
| ------------------------------------------------------------- | --------------------- | --------------------- | --------------- | ------------ | ---------------------------------------------- |
| Heart Skips a Beat                                            | 2011                  | -                     |                 |              | met Rizzle Kicks / Nr. 76 in de Single Top 100 |
| Troublemaker                                                  | 2012                  | 09-11-2012            | tip2            | -            | met Flo Rida / Nr. 66 in de Single Top 100     |
| Dear Darlin'                                                  | 2013                  | 28-09-2013            | tip9            | -            |                                                |
| Wrapped Up                                                    | 2014                  | 20-12-2014            | 17              | 10           | met Travie McCoy / Nr. 29 in de Single Top 100 |
| Up                                                            | 2015                  | 14-03-2015            | tip6            | -            | met Demi Lovato                                |
| You Don't Know Love                                           | 2016                  | 27-08-2016            | tip18           | -            |                                                |
| More Mess                                                     | 2017                  | 12-08-2017            | tip2            | 5            | met Kungs & Coely                              |

| Single met hitnotering(en) in de Vlaamse Ultratop 50 | Datum van verschijnen | Datum van binnenkomst | Hoogste positie | Aantal weken | Opmerkingen                                |
| ---------------------------------------------------- | --------------------- | --------------------- | --------------- | ------------ | ------------------------------------------ |
| Please Don't Let Me Go                               | 2010                  | 20-11-2010            | tip31           | -            |                                            |
| Dance with Me Tonight                                | 2011                  | 24-12-2011            | tip20           | -            | Nr. 22 in de Radio 2 Top 30                |
| Heart Skips a Beat                                   | 2011                  | 10-03-2012            | tip9            | -            | met Rizzle Kicks                           |
| Oh My Goodness                                       | 2012                  | 30-06-2012            | tip19           | -            | Nr. 26 in de Radio 2 Top 30                |
| Troublemaker                                         | 2012                  | 19-01-2013            | 25              | 12           | met Flo Rida / Nr. 18 in de Radio 2 Top 30 |
| Army of Two                                          | 2013                  | 23-03-2013            | tip28           | -            |                                            |
| Dear Darlin'                                         | 2013                  | 10-08-2013            | tip63           | -            |                                            |
| Right Place Right Time                               | 2013                  | 14-09-2013            | tip2            | -            |                                            |
| Wrapped up                                           | 14-11-2014            | 08-11-2014            | tip3            | -            | met Travie McCoy                           |
| Up                                                   | 05-01-2015            | 17-01-2015            | tip15           | -            | met Demi Lovato                            |
| Kiss Me                                              | 09-10-2015            | 24-10-2015            | tip43           | -            |                                            |
| You Don't Know Love                                  | 08-07-2016            | 06-08-2016            | tip20           | -            |                                            |
| Grow Up                                              | 2016                  | 11-12-2016            | tip             | -            |                                            |
| More Mess                                            | 2017                  | 12-08-2017            | tip1            | -            | met Kungs & Coely                          |
| Moves                                                | 2018                  | 13-10-2018            | tip28           | -            | met Snoop Dogg                             |

- Bibsys: 15027501
- Bibliothèque nationale de France: cb16587022h (data)
- Gemeinsame Normdatei: 1011484382
- International Standard Name Identifier: 0000 0001 1989 1374
- Library of Congress Control Number: no2012088419
- MusicBrainz: 0b108024-ccb5-468f-b2e9-77ed4f5615c6
- Nationale Bibliotheek van Tsjechië: xx0173249
- Nederlandse Thesaurus van Auteursnamen: 369841492
- Système universitaire de documentation: 171010752
- Virtual International Authority File: 170894514
- WorldCat: E39PBJvXcVD4Qt8PbXgYbwTj4q